# Витківці
Ви́тківці — село в Україні, у Збаразькій міській громаді Тернопільського району Тернопільської області. Розташоване на річці Гнізна, у центрі району. До 2020 підпорядковане Зарудянській сільській раді.
До села приєднано хутір Квасниця. Населення — 230 осіб (2003).

## Історія
1 жовтня 1933 року утворено ґміну Колодне Кременецького повіту і село включено до неї.
12 червня 2020 року, відповідно до Розпорядження Кабінету Міністрів України від  № 724-р «Про визначення адміністративних центрів та затвердження територій територіальних громад Тернопільської області», село увійшло до складу Збаразької міської громади.
19 липня 2020 року, в результаті адміністративно-територіальної реформи та ліквідації Збаразького району, село увійшло до складу новоутвореного Тернопільського району.

## Пам'ятки
Є церква (1993; кам'яна).

## Соціальна сфера
Діють клуб, бібліотека, торговельний заклад,школа.

## Відомі особи
Гринчак Іван (1990—2023) — український військовик учасник російсько-української війни.

## Галерея

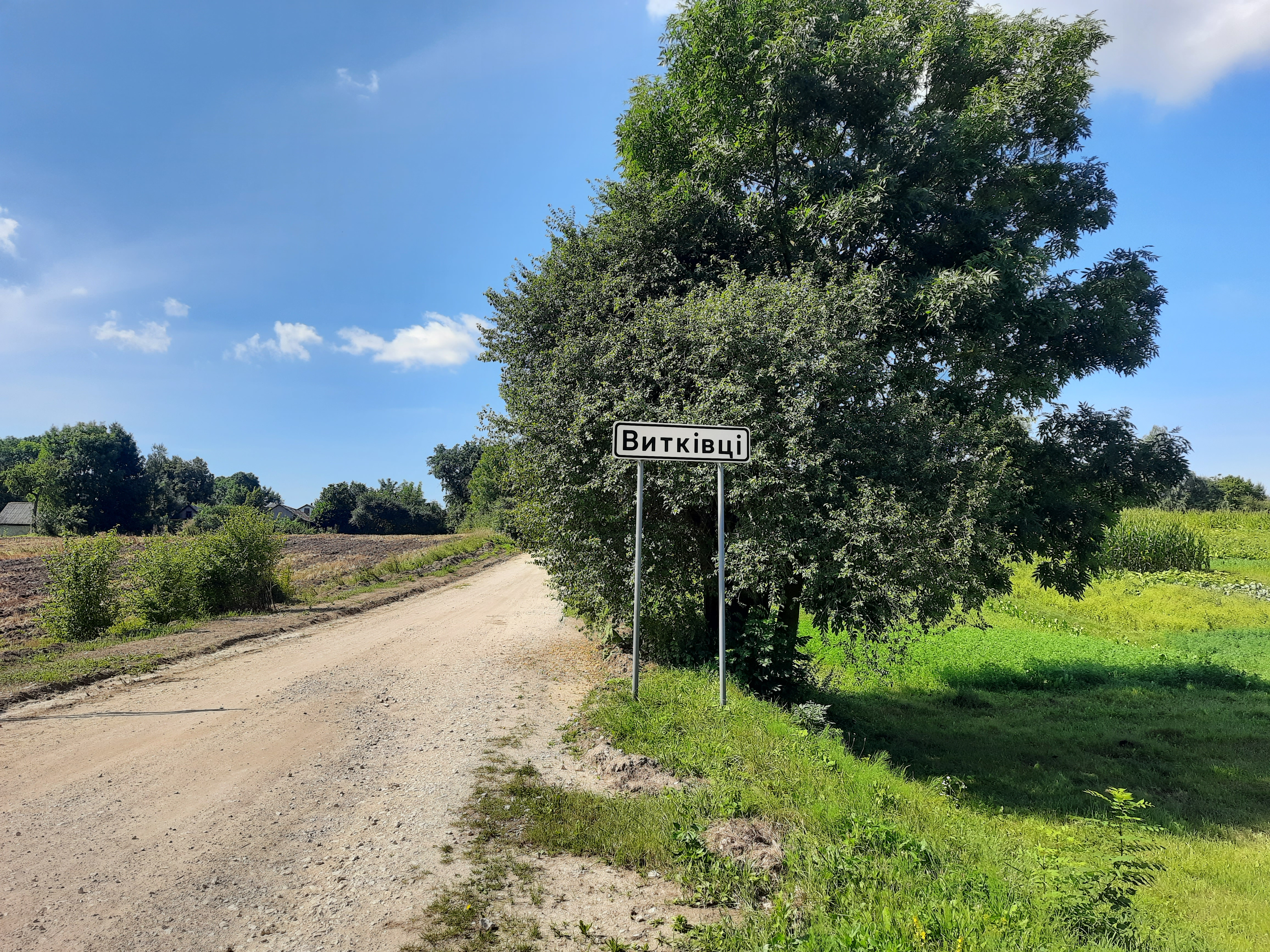
Дорожній знак при в'їзді в село
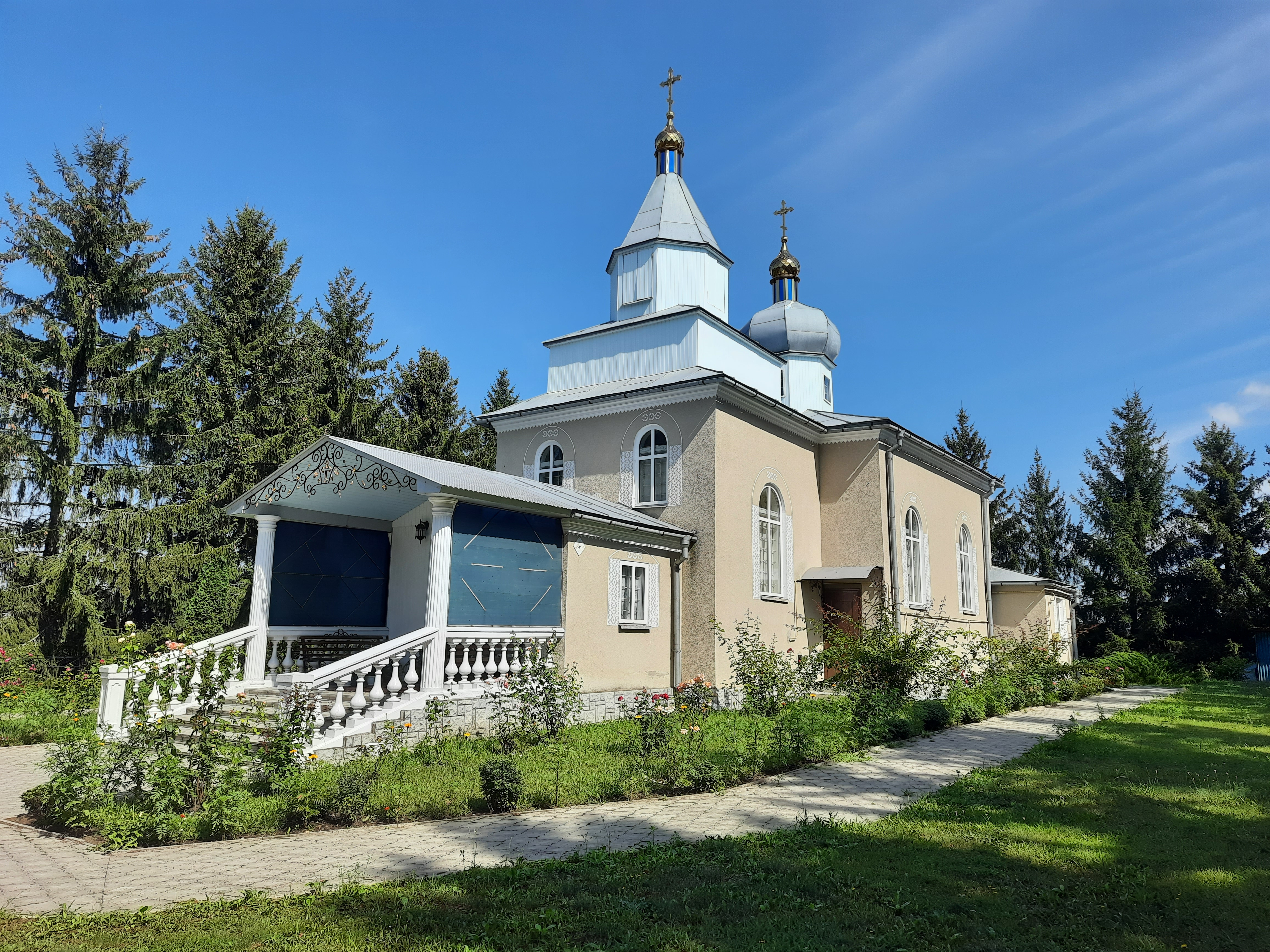
Церква Святого Велокомученика Георгія Переможця
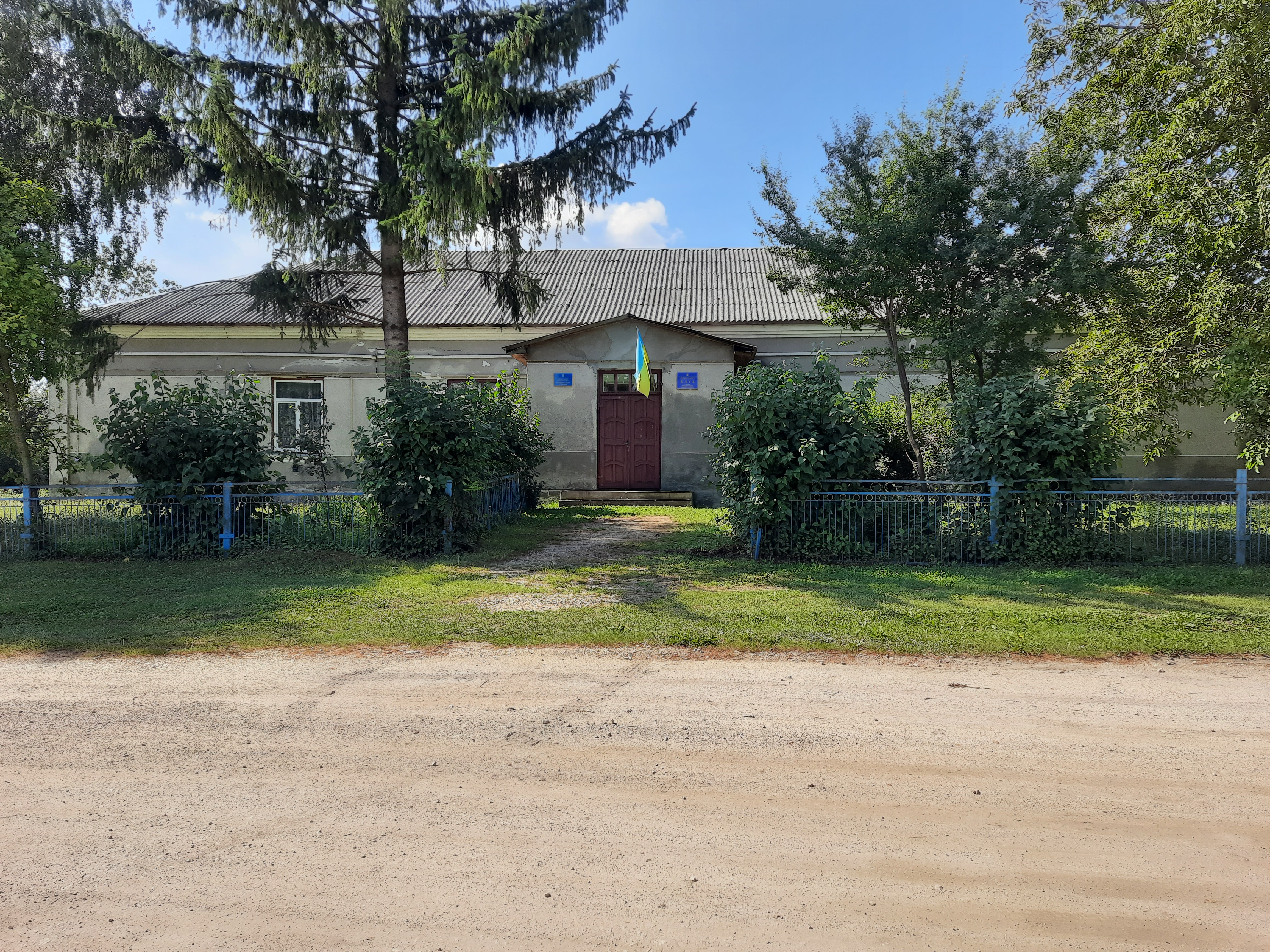
Клуб
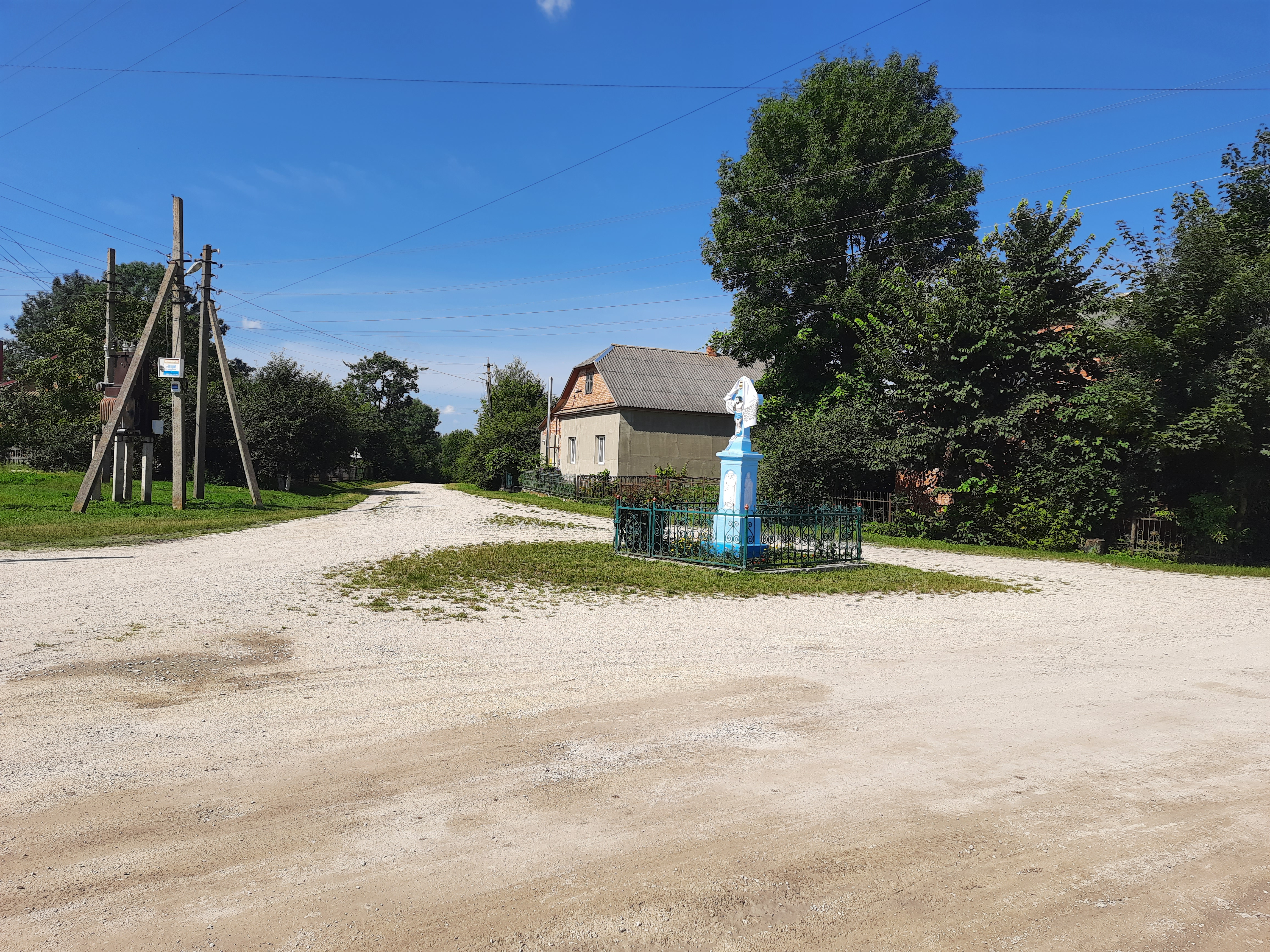
Сільський пейзаж
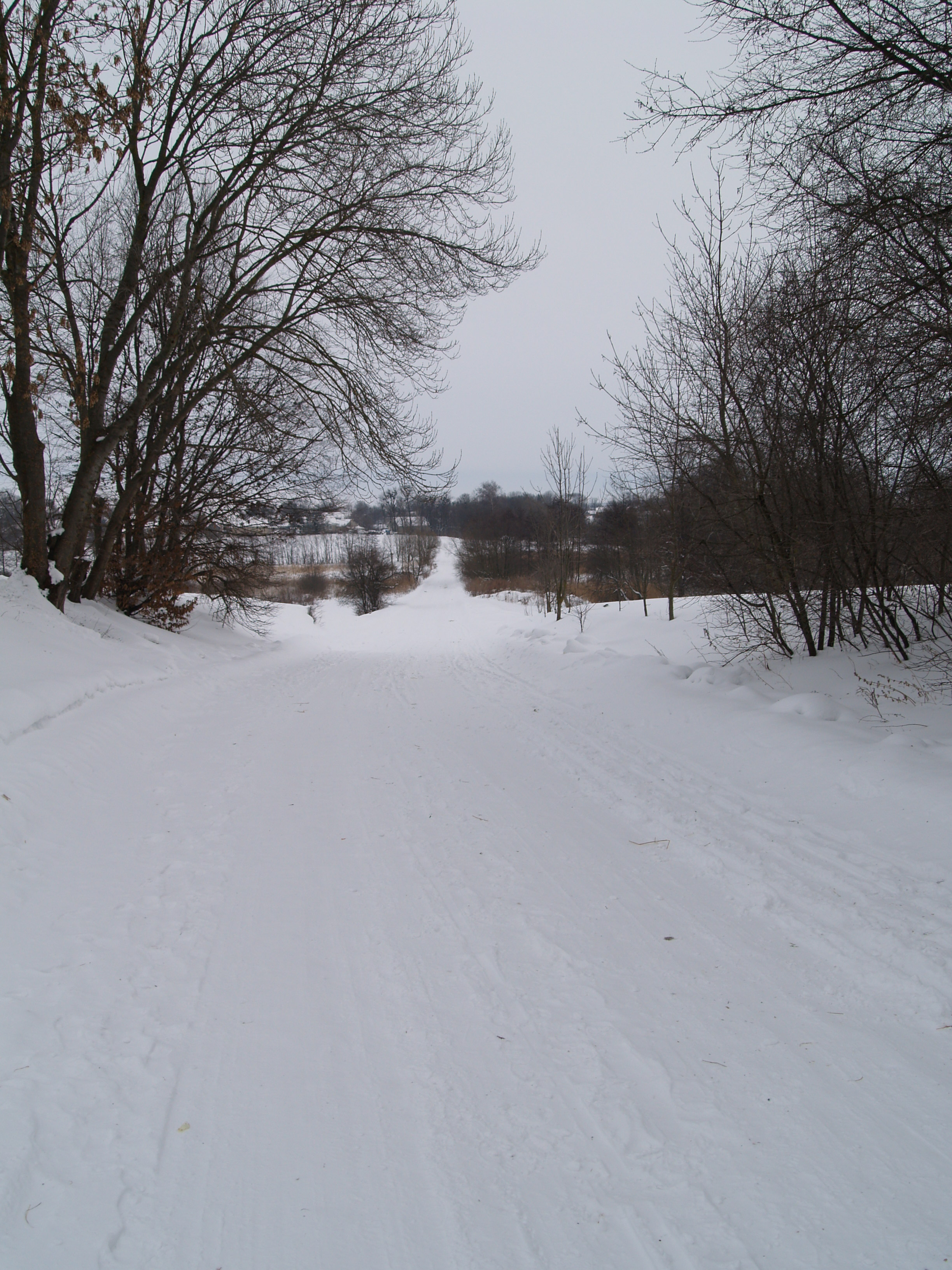
Виїзд із села в напрямку Олишковець.